# マーカ・テンドー
マーカ・テンドー（1960年3月18日 - 2009年5月26日）は、日本のマジシャン。

## 人物
愛知県名古屋市出身。
Mr.マリックに師事し、プロマジシャンとなった後、1985年のFISMマドリード大会で2位を受賞しているほか、1983年のイタリア国際奇術大会グランプリ、1992年のモンテカルロマジック大会グランプリなどの受賞歴がある。
インターネットでマジックショップを経営していた（外部リンク参照）。
カードマニピュレーション（ステージマジックを参照）の演技で知られる。もともとカードのテクニックは日本奇術連盟から発行されている教本で学び、その後高校生のときにテンヨーの近藤博に直接教えてもらったとしている。また、中間部にファンカードを取り入れたルーティンはオーストリアのマジシャンであるマジック・クリスチャンの演技に影響を受けたものだという。
2008年秋期から喉頭癌と食道癌を患い入院。癌治療のさなか、肺－食道瘻（ろう）からの出血による呼吸不全により2009年5月26日未明に死去。享年49。。

## 著作
- 『誰でもできる簡単マジック』（ナポレオンズ、魔耶一星との共著）　日本放送出版協会、2004年。